# Provocator
Provocator is een geslacht van weekdieren uit de familie van de Volutidae.

## Soorten
- Provocator alabastrina (Watson, 1882)
- Provocator corderoi (Carcelles, 1947)
- Provocator mirabilis (Finlay, 1926)
- Provocator palliatus (Kaiser, 1977)
- Provocator pulcher (Watson, 1882)